# Михальков, Василий Фёдорович

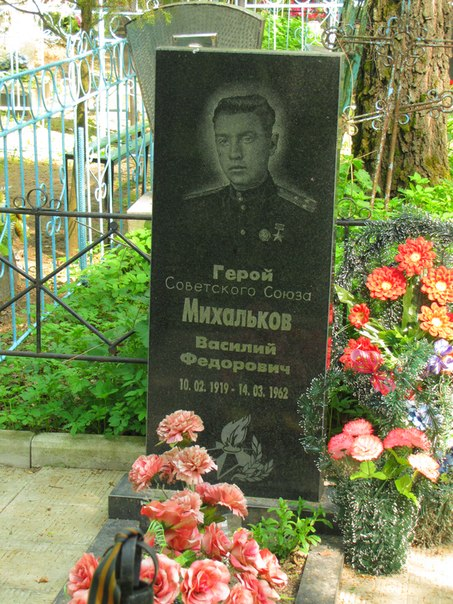
Могила Михалькова в Лучесе.

Васи́лий Фёдорович Михалько́в (1919—1962) — капитан пограничных войск МГБ СССР, участник Великой Отечественной войны, Герой Советского Союза (1941).

## Биография
Василий Михальков родился 10 февраля 1919 года в деревне Лучеса (ныне — Починковский район Смоленской области). После окончания семи классов школы и курсов счетоводов работал в колхозе. В сентябре 1939 года Михальков был призван на службу в пограничные войска НКВД СССР. Окончил школу младшего начальствующего состава, после чего служил на границе с Румынией командиром отделения 5-й погранзаставы 25-го погранотряда Молдавского погранокруга. Отличился уже в первые дни Великой Отечественной войны.
Утром 22 июня 1941 года, когда застава была атакована немецко-румынскими войсками, Михальков участвовал в отражении более чем 10 атак. Группа пограничников во главе с Михальковым оказалась в окружении и 11 дней вела бои с противником, после чего вышла к своим.
Указом Президиума Верховного Совета СССР «О присвоении звания Героя Советского Союза начальствующему и рядовому составу войск НКВД СССР» от 26 августа 1941 года за «образцовое выполнение боевых заданий командования на фронте борьбы с германским фашизмом и проявленные при этом отвагу и геройство» удостоен звания Героя Советского Союза с вручением ордена Ленина и медали «Золотая Звезда» за номером 619.
В 1944 году Михальков окончил Алма-Атинскую военную школу НКВД. В 1947 году в звании капитана он был уволен в запас. Скоропостижно скончался 14 марта 1962 года, похоронен в родной деревне.

## Награды
Был также награждён орденом Отечественной войны II степени, рядом медалей и иностранным орденом.

## Память
В честь Михалькова и двух других Героев Советского Союза (А. К. Константинова и И. Д. Бузыцкова) до 2011 года называлась обороняемая ими застава в Молдавии.
В честь В. Ф. Михалькова названа одна из улиц в городе Добруш (Гомельская область).